# Hanagumi
Hanagumi (チーム "花組", Chīmu "Hana-Gumi") o Trío de la Flor en Hispanoamérica, son tres personajes ficticios pertenecientes al Manga/Anime Shaman King. Está compuesto por tres chicas shamanes seguidoras fieles de Hao Asakura. El equipo está compuesto por Kanna Bismarch , Matilda Matisse, y Marion Phauna, y sus respectivos espíritus acompañantes "Ashcroft, Jack y Chuck". En el manga actúan de manera más sanguinaria que en el anime, pero al mismo tiempo en el manga demuestran más su fuerza espiritual y habilidades que en el anime.

## Historia
Kanna, Matti y Mari, fueron reclutadas por Hao Asakura cuando estas tenían 15, 11 y 6 años respectivamente, posteriormente Kanna se encargó de cuidar de Marion y Matilda ya que eran huérfanas. Cuando Bill Burton se unió a Hao, Kanna amenazó con matarlo si se metía con alguna de las tres, aunque estaba reconocido que Matti y Mari podrían matarlo por su propia cuenta.
Cuando empezó el torneo de shamanes, las tres shamanes pasaron las primeras rondas del torneo y se fueron a Norteamérica a la aldea apache con Hao. En el manga se burlaban de Yoh y los demás cuando el avión en donde iban estos se había estrellado.
Avanzaron en el torneo tras vencer a los equipos "T-Production" y "Princesas Mágicas". Las Hanagumi también intentaron matar ha Redseb y Seyram Munzer miembros del equipo "Kabbalahers" por órdenes de Hao, para eliminarlos del torneo de shamanes. Se vieron obligadas a pelear contra Tamao Tamamura y Jun Tao y casi las derrotan pero Mikihisa Asakura las detuvo a tiempo.
Mientras los cinco guerreros legendarios estaban en el infierno, Hao les encargo a las Hanagumi destruir los cuerpos del equipo de "Ren" para evitar que se reactivaran pero no lo lograron ya que era demasiado tarde.
Después que todos los seguidores de Hao fueron asesinados por Peyote Diaz, incluyendo ha Hanagumi, sus almas fueron ha Hao en busca de ayuda, pero Hao prefirió que fuesen devoradas por el espíritu del fuego para que ganara fuerza, pero Yoh  llegó y lo detuvo.
Después de ser asesinadas se vio a sus almas sentadas en un rincón del campamento del equipo de las aguas termales de funbari, lamentándose de sus decisiones en la vida y de la traición de Hao. Más tarde aparecieron a bordo del tren de las almas para permanecer dentro de los Grandes Espíritus.
Algún tiempo después del torneo de shamanes las tres fueron revividas por Anna, hicieron sus vidas normales, terminaron la secundaria y finalmente fueron contratadas por Tamao Tamamura para ser camareras en los hoteles de las aguas termales de funbari (línea de hoteles creadas por Anna después del torneo de shamanes). Ya trabajando Tamao las regaña y amenaza constantemente con usar a su espíritu guardián "Dai Tengu" por no ser lo suficientemente responsables y cumplidoras con sus trabajos.
En el anime su primera aparición es en el capítulo 39, cuando son enviadas por Hao para que peleen con Yoh. Vencen con facilidad a Yoh y los demás, y cuando están a punto de derribar a Yoh fácilmente, Anna con la ayuda de los demonios que controla Zenki Y Goki, llega a impedirlo y las reta a pelear, estas se van por órdenes de Hao ya que les había advertido que no se metieran con Anna.
- Datos: Q20015373